# Universität St. Gallen
Die Universität St. Gallen – Hochschule für Wirtschafts-, Rechts- und Sozialwissenschaften, Internationale Beziehungen und Informatik (HSG) ist eine Universität in St. Gallen in Trägerschaft des Kantons. Innerhalb der Schweiz zählt die HSG zu den kleineren Universitäten, ist aber zugleich eine der grössten Business Schools im deutschsprachigen Raum. Die Universität ist unter anderem bei AACSB, EQUIS und AMBA akkreditiert (Triple Crown) und gehört den Verbunden CEMS, PIM, APSIA, GBSN, GRLI, PRME, swissuniversities, IHK, KGV, SGBA, WISG und Internationale Bodensee-Hochschule an. Gemäss internationalen Einstufungen («Ranking») ist die Universität St. Gallen in manchen Bereichen eine der führenden Wirtschaftshochschulen in Europa und weltweit.

## Geschichte

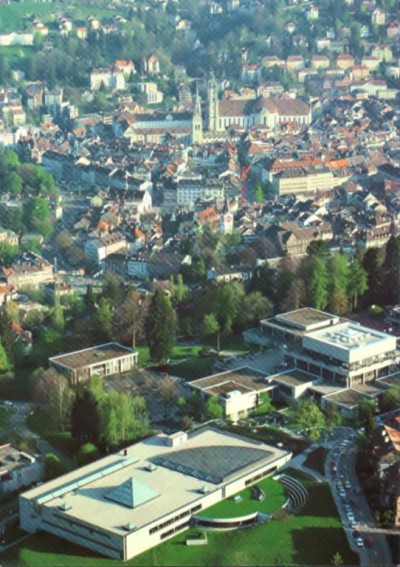
Blick auf die Stadt St. Gallen mit der Universität im Vordergrund

Der Neubau von Architekt Walter Förderer, kurz vor Bezug 1963

### Gründung 1898
Am 25. Mai 1898 beschloss der Grosse Rat des Kantons St. Gallen, in St. Gallen eine Verkehrsschule und eine höhere Schule (Akademie) für Handel, Verkehr und Verwaltung zu errichten. Als eigentlicher Gründer gilt der damalige Landammann und Vorsteher des Volkswirtschaftsdepartementes Theodor Curti. 1899 nahm die Handelsakademie ihren Vorlesungsbetrieb auf. Sie ist damit eine der ältesten Hochschulen dieser Art weltweit. Ab 1911 trug sie die Bezeichnung Handels-Hochschule. Im Jahr 1938 wurde sie von einer privatrechtlichen Stiftung zu einer staatlichen Anstalt, und 1939 erhielt sie das Promotionsrecht.

### Neubau, neuer Name 1963
1963 bezog die Universität einen Neubau und änderte ihre Bezeichnung in Hochschule für Wirtschafts- und Sozialwissenschaften. Der brutalistische Bau nach den Plänen des Architekten und Bildhauers Walter Maria Förderer fand internationale Beachtung und wurde auch als Wunder von St. Gallen bezeichnet. Dies insbesondere wegen der zentralen Integration moderner Kunstwerke: darunter Beiträge von Hans Arp, Georges Braque, Alexander Calder, Coghuf, Alberto Giacometti, Étienne Hajdú, Zoltán Kemény, Joan Miró, Alicia Penalba, Pierre Soulages und Antoni Tàpies. Der neue Campus war für 900 Studierende ausgelegt, bereits im Wintersemester 1963/64 waren 1150 immatrikuliert.

#### Name ergänzt 1989
Seit Eintritt des Hochschulgesetzes von 1989 heisst die HSG Hochschule St. Gallen für Wirtschafts-, Rechts- und Sozialwissenschaften. Damit wurde der Name den tatsächlichen Lehrgebieten angepasst: Seit 1978 verfügt die HSG über einen eigenständigen juristischen Lehrgang. Ebenfalls 1989 wurde das Bibliotheksgebäude bezogen, die Zahl der Studierenden betrug in diesem Jahr mehr als 3900.

#### Universität St.Gallen (HSG) 1993
Am 22. Dezember 1993 verabschiedete das St. Galler Parlament eine Vorlage zur Revision des Hochschulgesetzes, die unter anderem zur Umbenennung der Hochschule in Universität St.Gallen (mit Beibehaltung der Abkürzung HSG) führte.

#### Bachelor, Master 2001/02
Im Wintersemester 2001/02 wurde die Ausbildung auf das zweistufige System mit Bachelor- und Master-Abschluss umgestellt, womit die HSG in der Schweiz die Pionierrolle übernahm.

#### Sanierung, Umgestaltung, Erweiterung der HSG
Mitte 2005 stimmten die St. Galler Bürger mit 66,4 Prozent dem Bauprojekt Sanierung, Umgestaltung, Erweiterung der HSG zu. Mit dem rund 80 Millionen Schweizer Franken umfassenden Projekt sollten die Gebäude aus den 1960er-Jahren umfassend saniert und die Infrastruktur bis ins Jahr 2011 an die geänderte Ausbildung angepasst werden.

#### Executive School für Management, Technologie und Recht (ES-HSG)
Am 1. Oktober 2005 nahm die neu gegründete, sich selbst tragende Executive School für Management, Technologie und Recht (ES-HSG) ihre Tätigkeit auf. Sie fasst die Aktivitäten in der Nachdiplomausbildung auch im Angebot von Kursen und Seminaren zusammen und ist das zentrale Portal für alle Weiterbildungsangebote der Universität St. Gallen.

#### Areal Platztor, zweiter Campus
Auf dem Areal Platztor am Rand der nördlichen Altstadt der Stadt St. Gallen entsteht der zweite Campus für die Universität St. Gallen. Der neue Universitätscampus soll sich mit einem vielfältigen und zukunftsgerichteten Angebot für Lehre und Forschung in einem städtischen Umfeld auszeichnen. Der Campus Platztor bietet Raum für rund 3000 Studierende sowie Dozierende und Mitarbeitende. Allerdings verzögert sich der Bau des Campus, da das 2021 zum Wettbewerbssieger erklärte Projekt "Haus am Park" nach zwei Jahren Weiterentwicklung aufgegeben werden musste. Dies, weil gewisse Mängel des Siegerentwurfs nicht korrigiert werden konnten. Eine Neuausschreibung ist notwendig und der Campus dürfte nicht vor 2031 fertiggestellt werden.

### Skandale

#### 2018/19
2018/19 wurde die Universität von einer Serie von Skandalen erschüttert. Eine Administrativuntersuchung der kantonalen Finanzkontrolle wies einzelnen Instituten fragwürdigen Umgang mit Spesen nach: Entschädigungen für Barbesuche, First-Class-Flüge, Geschäftsessen ohne Belege. Die Fraktionen der SP, Grünen, CVP, GLP und FDP im kantonalen Parlament argwöhnten darauf, dass die Regierung und insbesondere der Vorsteher des Bildungsdepartements nicht mehr in der Lage seien, die Steuerung und Aufsicht der Universität sicherzustellen. Sie verlangten deshalb dringende Massnahmen.

#### 2022
Im Winter 2022 erschütterte eine Reihe neuer Skandale die Universität St.Gallen: Erst berichtete die NZZ am Sonntag über Plagiats-Verdachtsfälle bei einem Professor. Vertiefte Recherchen des St. Galler Tagblatts ergaben, dass ein Betriebswirtschaftsprofessor, der an der Technischen Universität Darmstadt promoviert hat, in seiner Dissertation und in seiner Habilitationsschrift plagiiert haben soll. Diesen Vorwürfen ging die Universität St.Gallen zwar nach, stellte aber kein wissenschaftliches Fehlverhalten des Professors fest. Recherchen der Lokalzeitung brachten ebenso hervor, dass der Professor für Supply Chain Management Abschlussarbeiten von Studierenden als Erstautor publiziert hat. Ein ebenso in den Plagiatsfall involvierter Professor hat versucht, Studierende mit Anwaltsschreiben davon abzuhalten, mit Medienschaffenden zu reden. Der damalige Rektor der Universität, Professor Bernhard Ehrenzeller, und der St.Galler Regierungsrat Stefan Kölliker haben am 16. Dezember beide Professoren als Co-Direktoren eines betriebswissenschaftlichen Instituts freigestellt und umfassende Ermittlungen angekündigt. Begründet wurde diese Massnahme mit sich erhärtendem Verdacht auf erhebliche wissenschaftliche Integritätsverletzungen. Zudem wurde für beide Beschuldigte ein Rayonverbot ausgesprochen.
Siehe auch: Hauptartikel «HSG-Plagiatsskandal»

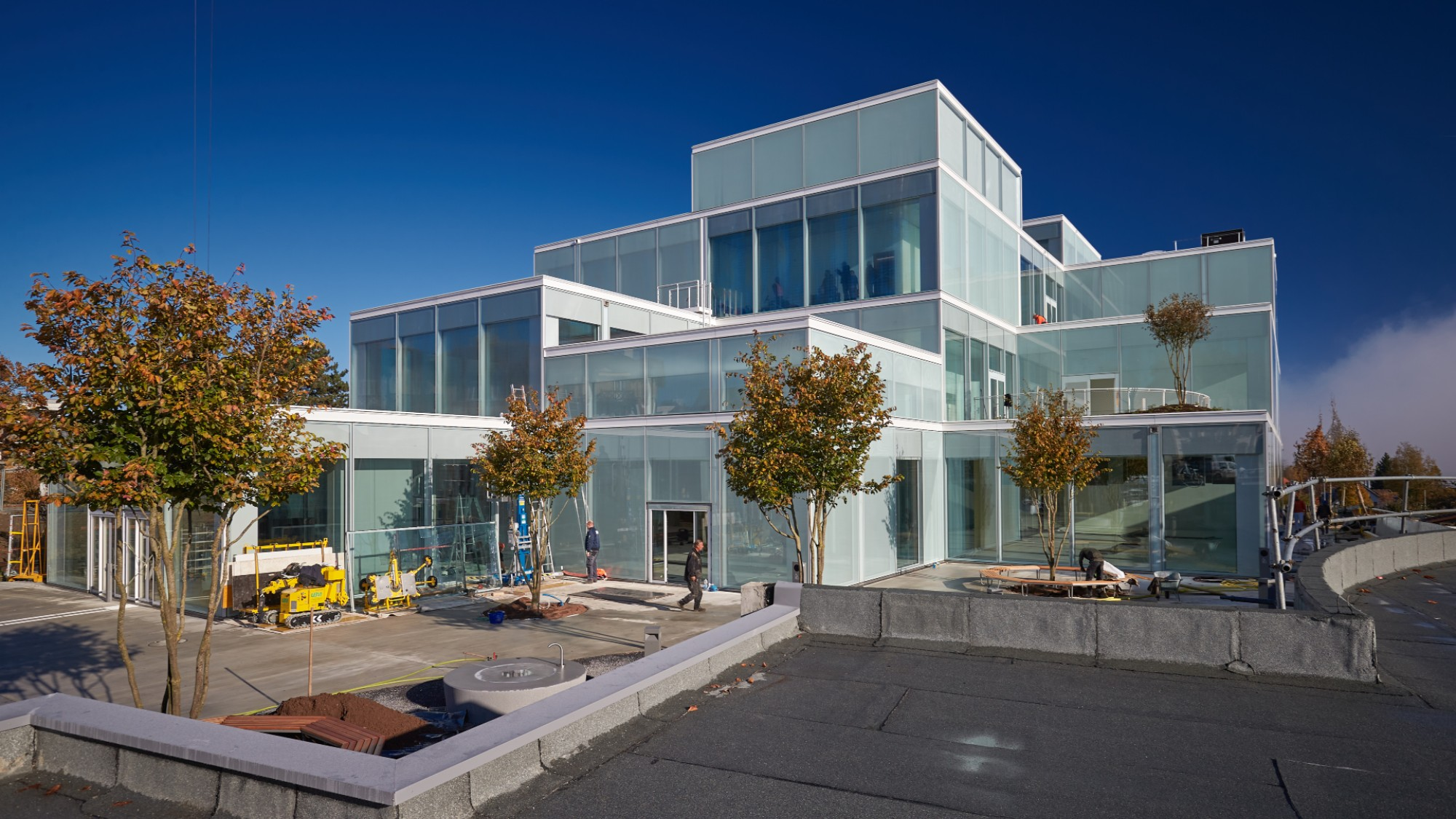
HSG Learning Center SQUARE im Oktober 2021

## Forschung

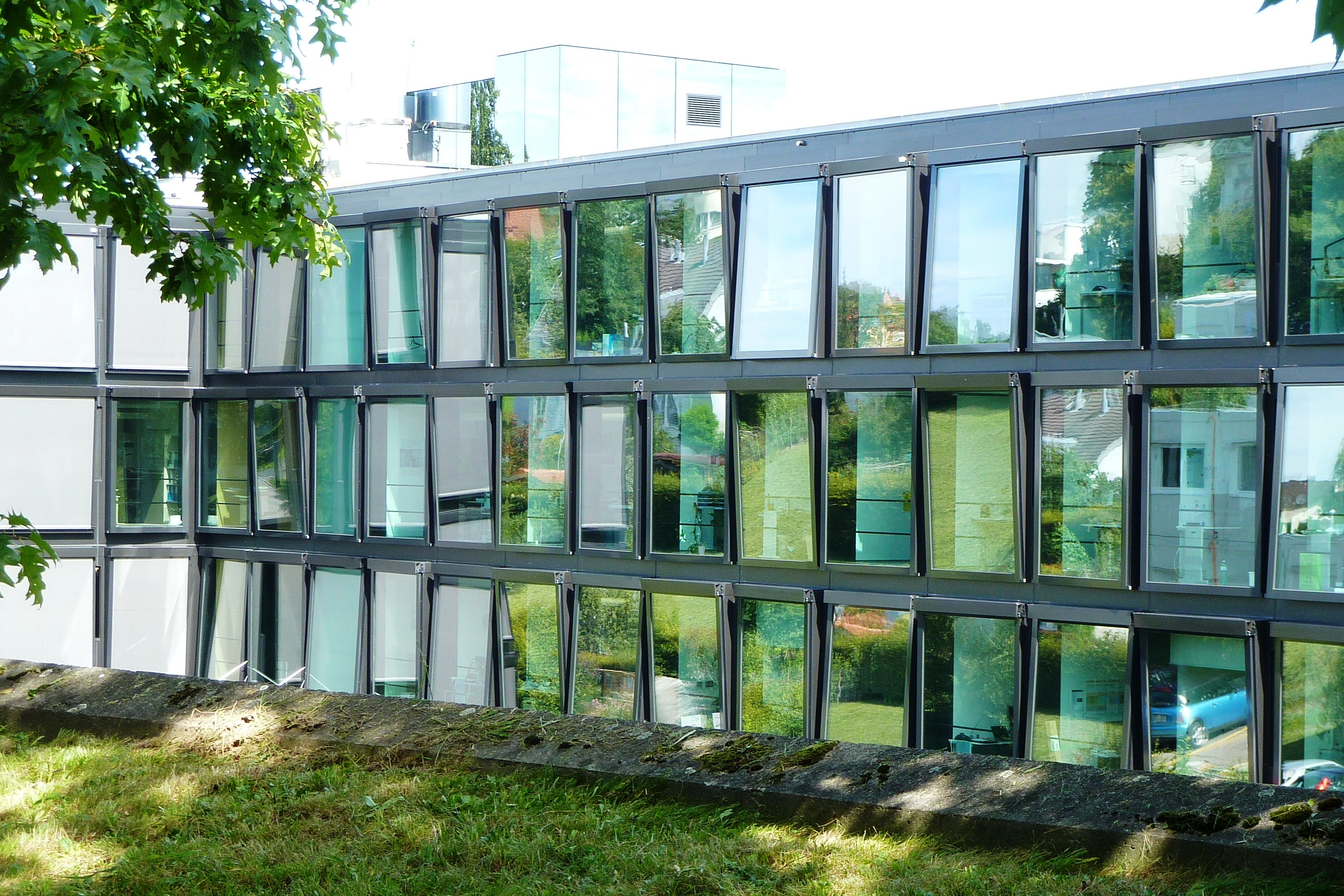
Zentrales Institutsgebäude der Universität

Die Universität ist besonders für ihre Beiträge zur systemorientierten Managementlehre bekannt. Zentrales Ergebnis dieser Forschungsarbeit ist das St. Galler Management-Modell, das von Hans Ulrich ersonnen und 2002 von Johannes Rüegg-Stürm an die neuesten Erkenntnisse angepasst wurde.
Über die Forschungsplattform Alexandria werden Forschungsergebnisse der HSG der Öffentlichkeit zur Verfügung gestellt.
In den Profilbereichen der Universität St. Gallen werden Fachgebiete inner- und interdisziplinär kombiniert. Jede School der HSG verantwortet mindestens einen Profilbereich.

## Bibliothek
Auf dem Campus befindet sich auch die Bibliothek. Sie existiert seit der Gründung der «Handelsakademie» im Jahr 1898. 1911 zog die neu Handels-Hochschule genannte Institution und mit ihr die Bücher vom Westflügel der Kantonsschule in die eigenen Räume an der Notkerstrasse. 1963 erhielt die Bibliothek neue Räumlichkeiten in den beiden oberen Stockwerken des neuen Gebäudes (aktuell: Gebäude 01) auf dem Rosenberg. Im Mai 1989 wurde das Bibliotheksgebäude (Gebäude 09) nebenan bezogen, in dem die Hauptbibliothek untergebracht ist.

## Struktur
Die Schwerpunkte liegen in der Aus- und Weiterbildung von Fach- und Führungskräften für Wirtschaft, öffentliche Verwaltung und Rechtspflege. Die Universität ist in Schools und Institute gegliedert. Die Schools sind für die Lehre verantwortlich und bieten Bachelor- und Masterstudiengänge an. Die Institute betonen eher den praxisorientierten Charakter der Universität und sind entsprechend primär im Bereich praxisorientierter Forschung tätig.
- School of Management[16]
- School of Finance[17]
- School of Economics and Political Science[18]
- Law School[19]
- School of Humanities and Social Sciences[20]
- School of Computer Science[21]
- Joint Medical Master[22]

Weiter gibt es 34 Institute bzw. Forschungsstellen, die weitgehend autonom und unternehmerisch geführt werden. Die Institute ermöglichen praxisnahe Ausbildung, Forschung und Weiterbildung und sind daher die Schnittstelle zwischen Wissenschaft und Praxis. Die HSG setzt stark auf diese Einrichtungen für die Nachwuchsgewinnung.
- ACA-HSG Institut für Accounting, Controlling und Auditing[23]
- FAA-HSG Forschungsinstitut für Arbeit und Arbeitswelten[24]
- FGN-HSG Forschungsgemeinschaft für Nationalökonomie[25]
- FIR-HSG Forschungsstelle für Informationsrecht[26]
- GIMLA-HSG St.Gallen Institute of Management in Latin America[27]
- IBB-HSG Institut für Bildungsmanagement und Bildungstechnologien[28]
- IBT-HSG Institute of Behavioral Science & Technology[29]
- ICS-HSG Institut für Informatik[30]
- IfB-HSG Institut für Betriebswirtschaft[31]
- IIDM-HSG Institut für Internationales Management und Diversity Management[32]
- ILE-HSG Institut für Law and Economics[33]
- I.FPM-HSG Institut für Führung und Personalmanagement[34]
- IMC-HSG Institut für Marketing und Customer Insight[35]
- IMO-HSG Institut für Mobilität[36]
- IMP-HSG Institut für Systemisches Management und Public Governance (früher: Institut für Öffentliche Dienstleistungen und Tourismus)[37]
- ior/cf-HSG Institut für Operations Research und Computational Finance[38]
- IPW-HSG Institut für Politikwissenschaft[39]
- IRM-HSG Forschungszentrum für Handelsmanagement[40]
- IRP-HSG Institut für Rechtswissenschaft und Rechtspraxis (früher: Schweizerisches Institut für Verwaltungskurse)[41]
- ISCM-HSG Institut für Supply Chain Management[42]
- ITEM-HSG Institut für Technologiemanagement, mit Transferzentrum für Technologiemanagement TECTEM[43]
- I.VW-HSG Institut für Versicherungswirtschaft[44]
- IWE-HSG Institut für Wirtschaftsethik[45]
- IWI-HSG Institut für Wirtschaftsinformatik[46]
- IWÖ-HSG Institut für Wirtschaft und Ökologie[47]
- IWP-HSG Institut für Wirtschaftspädagogik[48]
- KMU-HSG Schweizerisches Institut für KMU und Unternehmertum[49]
- MCM-HSG Institut für Medien- und Kommunikationsmanagement[50]
- MED-HSG School of Medicine[51]
- OPSY-HSG Lehrstuhl für Organisationspsychologie[52]
- s/bf-HSG Schweizerisches Institut für Banken und Finanzen[53]
- SEW-HSG Schweizerisches Institut für Empirische Wirtschaftsforschung[54]
- SGI-HSG St.Gallen Institute of Management in Asia[55]
- SIAW-HSG Schweizerisches Institut für Aussenwirtschaft und Angewandte WirtschaftsforschungWBZ[56]
- WBZ-HSG Weiterbildungszentrum Holzweid[57]

Internationale Beziehungen wird hier auch gelehrt, die Dozenten gehören zur School of Economics and Political Science. Daneben ist die Universität St. Gallen assoziiertes Mitglied im European Research Center for Information Systems (ERCIS).
Es existieren Vertretungsbüros, sogenannte Hubs, in Singapur und Sao Paulo.

## Studium
Das Studium an der HSG beginnt mit einem Assessmentjahr, das Studenten aller Fachrichtungen zusammenfasst und den besonderen Schwerpunkt auf eine breite Grundausbildung legt. Anschliessend folgt eine Spezialisierung in die Bachelorprogramme Betriebswirtschaftslehre, Volkswirtschaftslehre, Rechtswissenschaft, Rechtswissenschaft mit Wirtschaftswissenschaften sowie International Affairs. Eine Reihe spezialisierter Masterstudiengänge baut auf den jeweiligen Programmen auf.
Seit September 2012 kann Offizieren und höheren Unteroffizieren unter gewissen Bedingungen und bei Erbringung einer Zusatzleistung die militärischen Kaderausbildung durch bis zu 6 ECTS im Studienbereich «Handlungskompetenz» angerechnet werden.
Seit 1996 bietet das Institut für Europäisches und Internationales Wirtschaftsrecht ein berufsbegleitendes, 18-monatiges Masterstudium mit dem Schwerpunkt Europäisches und Internationales Wirtschaftsrecht. Die neun Studienmodule des Executive Master of European and International Business Law finden in Europa, den USA und China statt.
Ausländische Studienbewerber werden in einem Selektionsverfahren von der Universität ausgewählt. Die Zahl der ausländischen Studierenden ist auf 25 Prozent beschränkt.
Im Herbstsemester 2020 zählte die Universität 9047 immatrikulierte Studierende.

## Studentenschaft und Vereine

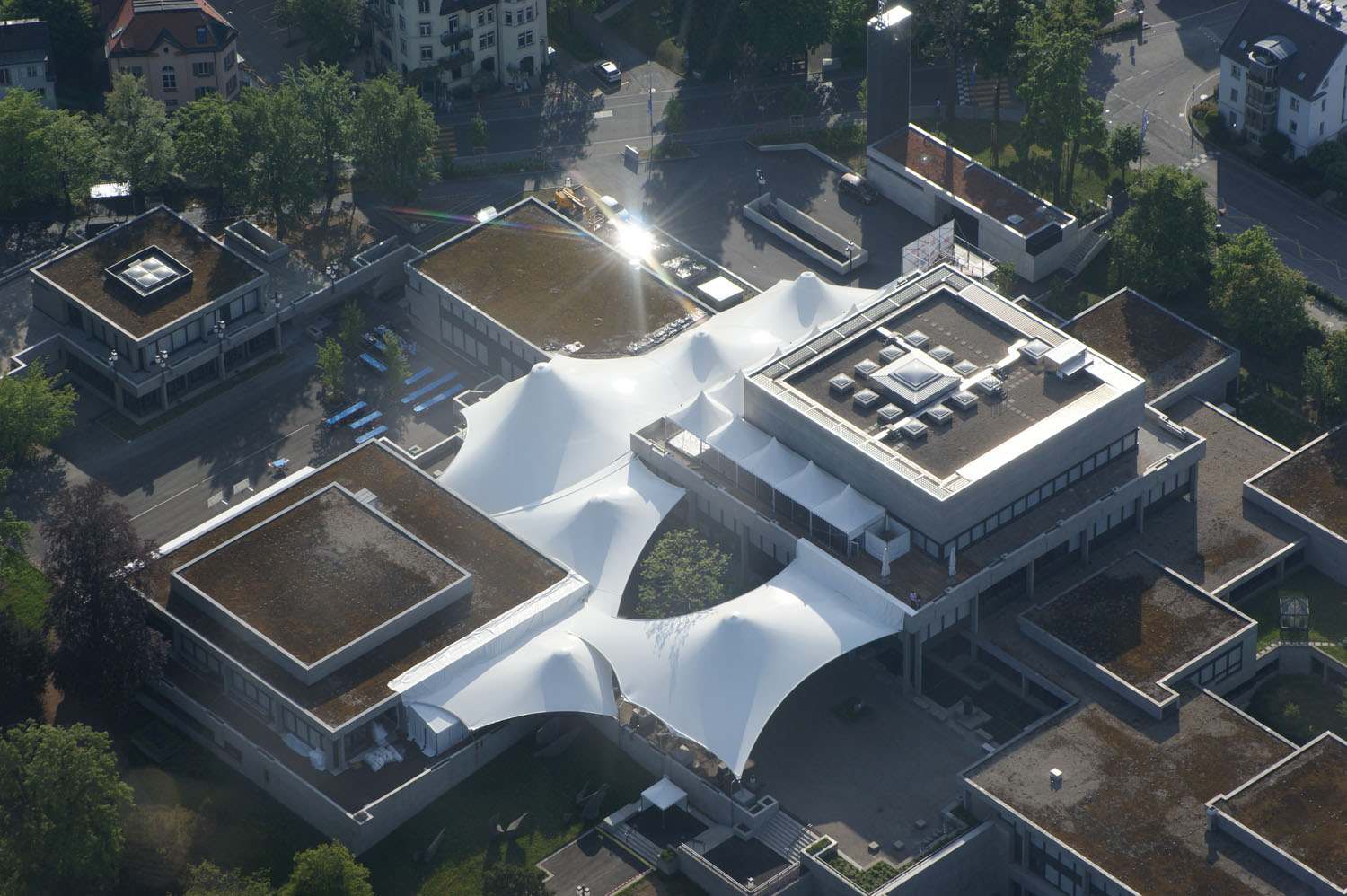
Die Universität während des 41. St. Gallen Symposiums (2011)

Die Studentenschaft der HSG (SHSG) ist die Interessenvertretung sowohl für die Studenten als auch für die Vereine. Sie bietet ihnen zahlreiche Dienstleistungen an und stellt auf ihrer Website zahlreiche Informationen für sie bereit.
Des Weiteren gehören der Studentenschaft die "SHSG Campus App" und "Biddit by SHSG", welche die Studierenden im Campusalltag sowie bei der Kurswahl an der HSG unterstützen. Darüber hinaus betreibt die Studentenschaft fünf eigene Initiativen. Dies beinhaltet das Studierendenmagazin Prisma, das seit 1969 erscheint, sowie den Bereich G, der die beiden Campus-Bars "AdHoc" und "SQR Bar" sowie das "Meeting Point" in der Stadt St. Gallen betreibt. Die weiteren Initiativen sind die Skriptekommission, welche Bücher und Lehrmaterial verkauft, die Infrastructure Initiative, welche 3 Co-Working Spaces in der Stadt St. Gallen betreibt, sowie das Ressort International, welches Austauschstudierenden zur Seite steht und kurzzeitige Austausche in die gesamte Welt ermöglicht. Der Vorstand der Studentenschaft betreibt darüber hinaus ein eigenes Co-Working Space auf dem Campus im Gebäude A 05 der Universität, in welchem auch ihre Büros und Anlaufstellen gelegen sind.
Die Studentenschaft besitzt außerdem zwei eigene Fonds mit denen sie sozial schwache Studierende, nachhaltige Projekte und besonderes studentisches Engagement unterstützt.
Es gibt über circa 150 Vereine an der Universität St. Gallen.
Das International Students’ Committee ist ein von der Universität unabhängiger Verein, der aus circa 25 Studenten der HSG besteht und alljährlich das St. Gallen Symposium organisiert. Das Symposium führt seit 1970 internationale Entscheidungsträger aus Politik, Wirtschaft und Gesellschaft mit Studierenden aus aller Welt in St. Gallen zusammen. Der AIESEC St. Gallen wurde 1951 gegründet, bietet ein internationales Praktikumsprogramm an und organisiert Konferenzen. Seit den 1980er-Jahren beschäftigt sich der Verein oikos St. Gallen an der HSG mit Nachhaltigkeit. Mit 13 verschiedenen Initiativen und über 100 aktiven Mitgliedern verfolgt der Verein das Ziel, das Menschen dazu bewogen werden sollen, ihre Entscheidungen im Einklang mit Ökologie, Ökonomie und Gesellschaft zu treffen. 2012 wurde oikos consulting als studentische Unternehmensberatung mit Fokus auf nachhaltigem Wirtschaften initiiert und agiert seit 2014 eigenständig unter dem Namen Student Impact. Fast genauso lange wie oikos existiert die 1988 gegründete studentische Unternehmensberatung Esprit St. Gallen, die neben Projektarbeit auch Herausgeberin des zweimal jährlich erscheinenden St. Gallen Business Reviews ist. Einer der grössten Vereine ist mit 600 Mitgliedern DocNet, der Doktorandenverein an der Universität St. Gallen, der auch das jährliche DocNet Management Symposium organisiert. Die restlichen Vereine sind vor allem Sportvereine, Kulturvereine, Vereinigungen von Studierenden anderer Länder oder Kantone, Fachspezifische Vereine im Bereich der an der HSG gelehrten Fächer und auch Studentenverbindungen. Die offizielle Ehemaligen-Organisation der Universität St. Gallen ist HSG Alumni.

## Rankings
Financial Times:
- Financial Times European Business School Ranking: Platz 6, Platz 1 im deutschsprachigen Raum (2021)[66]
- Financial Times Programm-Rankings:
  - FT Masters in Management Ranking
    - Platz 1 weltweit mit dem Master-Programm in Strategy and International Management (SIM-HSG, 2022)[67]
    - Platz 8 weltweit mit dem gemeinsam mit anderen Hochschulen angebotenen CEMS Master-Programm (2019)

  - FT Masters in Finance Ranking: Platz 6 weltweit mit dem Master in Banking and Finance (MBF-HSG) (2021)[68]
  - FT Masters in Finance Ranking: Platz 8 weltweit mit dem Master in Banking and Finance (MBF-HSG) (2023)[69]
  - FT Global MBA Ranking: Platz 76 der besten Business Schools weltweit (2022)[70]
  - FT Executive MBA Ranking: Platz 32 der besten Business Schools weltweit (2022)[71]
  - FT Executive Education (open) Ranking: Platz 10 der besten Business Schools weltweit (2022)[72]
  - FT Executive Education (customised) Ranking: Platz 27 der besten Business Schools weltweit (2022)[73]
  - FT Top MBAs for Entrepreneurship: Platz 26 der besten Business Schools weltweit (2018)

Wirtschaftswoche-Ranking:
- Betriebswirtschaftliche Forschung: Platz 1 im deutschsprachigen Europa (2020)[74]

Handelsblatt-Ranking:
- Volkswirtschaftliche Forschung: Platz 8 im deutschsprachigen Europa (2021)[75]

CHE-Rankings:
- Betriebswirtschaftslehre: Spitzengruppe im deutschsprachigen Europa
- Volkswirtschaftslehre: Spitzengruppe im deutschsprachigen Europa
- Internationale Beziehungen: Spitzengruppe im deutschsprachigen Europa
- Rechtswissenschaft: Spitzengruppe im deutschsprachigen Europa

The Economist Ranking:
- Master in Management Ranking: Platz 2 weltweit (2019)[77]

Bloomberg Businessweek:
- European Business Schools Ranking (MBA): Platz 6, Platz 1 im deutschsprachigen Raum (2022–23)[78]

QS World University Rankings:
- QS World University Rankings (allgemein): Platz 398 weltweit (2020)[79]
- QS World University Rankings: Masters in Management Ranking: Platz 1 im deutschsprachigen Raum, Platz 10 weltweit mit dem Master in Unternehmensführung (MUG-HSG) (2018)[80]
- QS World University Rankings: Masters in Finance Ranking: Platz 25 weltweit mit dem Master in Banking and Finance (MBF-HSG) (2018)[81]
- QS World University Rankings by Subject Business and Management Studies: Platz 1 im deutschsprachigen Raum, Platz 31 weltweit (2022)[82]
- QS World University Rankings by Subject Social Sciences and Management: Platz 3 im deutschsprachigen Raum, Platz 86 weltweit (2022)[83]
- QS World University Rankings: Global MBA Ranking: Platz 52 weltweit (2018)[84]
- QS World University Rankings: Executive MBA Ranking: Platz 35 weltweit (2018)[85]

Shanghai-Ranking:
- Weltweites Ranking für Betriebswirtschaftslehre: Platz 1 im deutschsprachigen Raum, Platz 29 weltweit (2022)[86]

THE-Ranking:
- THE-Ranking (allgemein): Kategorie der 301 bis 400 besten Universitäten der Welt (2023)[87]
- Weltweites Ranking für Betriebswirtschaftslehre und Volkswirtschaftslehre: Platz 59 weltweit (2023)[88]

EFinancialCareers-Ranking:
- Top 30 Master Programmes for Getting a Job in Investment Banking: Platz 4 weltweit mit dem Master-Programm in Banking and Finance (MBF-HSG) (2017)[89]

The UNL Global Research Ranking
- Business School RMI Rankings: Platz 1 weltweit für das Institut für Versicherungswirtschaft (basierend auf Artikeln, welche in den Top 5 der wissenschaftlichen Zeitschriften, in den Bereichen Risikomanagement und Versicherung, veröffentlicht werden)[90]

## Partneruniversitäten
Die Universität St. Gallen unterhält mit über 200 Partneruniversitäten Kooperationen und gemeinsame Austauschprogramme unter anderem mit folgenden internationalen Universitäten.
- Andrássy Universität Budapest
- Bucerius Law School
- Columbia University
- Copenhagen Business School
- Cornell University
- Dartmouth College
- Duke University
- ESADE
- HEC Paris
- IE University
- Imperial College London
- Instituto de Empresa
- Keio University
- London School of Economics and Political Science
- Manchester Business School
- Maastricht University
- McGill University
- Nationaluniversität Singapur
- New York University
- Northwestern University
- Peking-Universität
- Sciences Po
- Seoul National University
- Stockholm School of Economics
- Tsinghua-Universität
- Wirtschaftsuniversität Luigi Bocconi
- Universidad de los Andes
- Universität Melbourne
- Universität Navarra
- Universität Sydney
- University of California, Los Angeles
- University of Southern California
- University of Chicago
- University of Michigan
- University of Toronto
- Warwick Business School
- Yonsei University

## Persönlichkeiten
Ein bekannter Absolvent der Handels- und Verkehrsschule als Vorgänger der Universität war der Physiker Paul Scherrer.

### Bekannte Absolventen
→ siehe: Absolvent der Universität St. Gallen

### Bekannte Professoren
→ siehe: Hochschullehrer der Universität St. Gallen